# عدن قودرة (يهر)

تعديل مصدري - تعديل

عدن قودرة هي إحدى قرى عزلة يهر بمديرية يهر التابعة لمحافظة لحج، بلغ تعداد سكانها 42 نسمة حسب تعداد اليمن لعام 2004.